# Neocordulia griphus
Neocordulia griphus là loài chuồn chuồn trong họ Synthemistidae. Loài này được May miêu tả khoa học đầu tiên năm 1992.